# Astylosterninae
Astylosterninae is een onderfamilie van kikkers uit de familie Arthroleptidae. De groep werd voor het eerst wetenschappelijk beschreven door Gladwyn Kingsley Noble in 1869.
Er zijn 30 soorten in vijf geslachten. Drie van de vijf geslachten zijn monotypisch en tellen slechts een enkele soort.
Alle soorten leven in delen van Afrika, ten zuiden van de Sahara.

## Taxonomie
Onderfamilie Astylosterninae
- Geslacht Astylosternus
- Geslacht Leptodactylodon
- Geslacht Nyctibates
- Geslacht Scotobleps